# Maryland Cycling Classic
De Maryland Cycling Classic is een wielerwedstrijd in de staat Maryland.

## Geschiedenis
De eerste editie stond gepland op 6 september 2020, maar werd door de coronapandemie niet verreden. Ook in 2021 werd de wedstrijd voor deze reden afgelast. Op 4 september 2022 vond dan uiteindelijk de eerste editie plaats, gewonnen door de Belg Sep Vanmarcke. Naast de winnaar, die een gele trui krijgt, wordt er ook een witte trui voor beste jongere, een wit-rode trui voor de bergkoning, een groene trui voor de strijdlustigste renner en een lichtblauwe trui voor de renner met de meeste punten uit tussensprints uitgereikt.
De route loopt vooral rond de stad Baltimore in Maryland. De wedstrijd maakt deel uit van de UCI ProSeries.

## Erelijst
| Jaar |                          | Zilver            | Brons           |                |               |                   |                 |
| ---- | ------------------------ | ----------------- | --------------- | -------------- | ------------- | ----------------- | --------------- |
| 2022 | Sep Vanmarcke            | Nickolas Zukowsky | Neilson Powless | Andrea Piccolo | Quinn Simmons | Nickolas Zukowsky | Jenthe Biermans |
| 2023 | Mattias Skjelmose Jensen | Neilson Powless   | Hugo Houle      |                |               |                   |                 |

### Overwinningen per land
| Zeges | Land               |
| ----- | ------------------ |
| 1     | België, Denemarken |